# 双溪桥镇
双溪桥镇，是中华人民共和国湖北省咸寧市咸安区下辖的一个乡镇级行政单位。

## 行政区划
双溪桥镇下辖以下地区：
双溪桥社区、杨仁社区、双溪村、九彬村、陈祠村、杨堡村、三桥村、李沛村、毛祠村、郑良村、峡山村、杨仁村、梅岐村、浮桥村、汤垴村、李容村、孙鉴村、高铺村和杨林村。